# Fosi
I Fosi erano un'antica popolazione germanica. Erano vicini dei Cherusci (ad occidente), con cui condividevano lo stesso destino, anche se furono meno fortunati dei primi.